# Spinakery
Spinakery – polski zespół szantowy powstały w 1987 roku. Po śmierci założyciela - Michała "Lucjusza" Kowalczyka zespół zakończył działalność 1 maja 2010 roku.
Spinakery posiadają wiele własnych szant, które są grane do dziś przez wiele innych zespołów szantowych takich jak np. Latający Holender, Ostatnie Takie Trio, Gruby czy Zośka. Zespół nagrał 6 kaset i 3 płyty.